# Custom Built for Capitalism
Custom Built for Capitalism è un EP di Foetus, qui accreditato come Foetus Over Frisco, progetto del musicista australiano James George Thirlwell, pubblicato dalla Self Immolation nel 1982.
Venne pubblicato in edizione limitata in solo mille copie.

## Tracce
Tutti i brani sono di James George Thirlwell.
1. Custom Built for Capitalism
2. T.O. 45
3. Birth Day

## Formazione
- Foetus Over Frisco (James George Thirlwell) - Performer